# Olympische Sommerspiele 1984/Kanu – Einer-Canadier 1000 m (Männer)
Die Wettkämpfe im Einer-Canadier über 1000 Meter bei den Olympischen Sommerspielen 1984 wurden vom  7. bis 11. August auf dem Lake Casitas ausgetragen.
Es wurden zwei Vorläufe, ein Halbfinale und ein Finale ausgetragen.
Olympiasieger wurde der Wuppertaler Ulrich Eicke.

## Ergebnisse

### Vorläufe
Die jeweils ersten drei Boote qualifizierten sich direkt für das Finale, die restlichen Boote für das Halbfinale.

#### Vorlauf 1
| Rang | Athleten        | Nation         | Zeit        |
| ---- | --------------- | -------------- | ----------- |
| 1    | Ulrich Eicke    | BR Deutschland | 4:10,10 min |
| 2    | Larry Cain      | Kanada         | 4:20,10 min |
| 3    | Timo Grönlund   | Finnland       | 4:20,39 min |
| 4    | Steve Train     | Großbritannien | 4:21,71 min |
| 5    | Francisco López | Spanien        | 4:34,94 min |
| —    | Philippe Renaud | Frankreich     | DSQ         |

#### Vorlauf 2
| Rang | Athleten               | Nation             | Zeit        |
| ---- | ---------------------- | ------------------ | ----------- |
| 1    | Henning Lynge Jakobsen | Dänemark           | 4:14,59 min |
| 2    | Costică Olaru          | Rumänien           | 4:15,36 min |
| 3    | Bruce Merritt          | Vereinigte Staaten | 4:22,59 min |
| 4    | Kiyoto Inoue           | Japan              | 4:28,05 min |
| 5    | Göran Backlund         | Schweden           | 4:28,31 min |

### Halbfinale
Die ersten drei Boote der Halbfinals erreichten das Finale.
| Rang | Athleten        | Nation         | Zeit        |
| ---- | --------------- | -------------- | ----------- |
| 1    | Steve Train     | Großbritannien | 4:23,15 min |
| 2    | Kiyoto Inoue    | Japan          | 4:23,73 min |
| 3    | Francisco López | Spanien        | 4:29,50 min |
| 4    | Göran Backlund  | Schweden       | 4:31,04 min |

### Finale
| Rang | Athleten               | Nation             | Zeit        |
| ---- | ---------------------- | ------------------ | ----------- |
| 1    | Ulrich Eicke           | BR Deutschland     | 4:06,32 min |
| 2    | Larry Cain             | Kanada             | 4:08,67 min |
| 3    | Henning Lynge Jakobsen | Dänemark           | 4:09,51 min |
| 4    | Timo Grönlund          | Finnland           | 4:15,58 min |
| 5    | Costică Olaru          | Rumänien           | 4:16,39 min |
| 6    | Steve Train            | Großbritannien     | 4:16,64 min |
| 7    | Bruce Merritt          | Vereinigte Staaten | 4:18,17 min |
| 8    | Kiyoto Inoue           | Japan              | 4:18,72 min |
| 9    | Francisco López        | Spanien            | 4:23,92 min |

## Weblink
- Ergebnisse